# Vulpes galaticus
Vulpes galaticus — вид вимерлих хижих ссавців з родини псових, який жив у пліоцені; викопні рештки знайдені у Туреччині.